# Ford Cosworth HB
Il Ford Cosworth HB è un motore da Formula 1, con architettura V8 da 3,5 litri ad aspirazione naturale, sviluppato e prodotto dalla Cosworth in collaborazione con Ford e utilizzato tra il 1989 e il 1994. I motori sono stati impiegati da svariate scuderie tra cui Benetton, Fondmetal, McLaren, Lotus, Minardi, Footwork, Simtek e Larrousse.

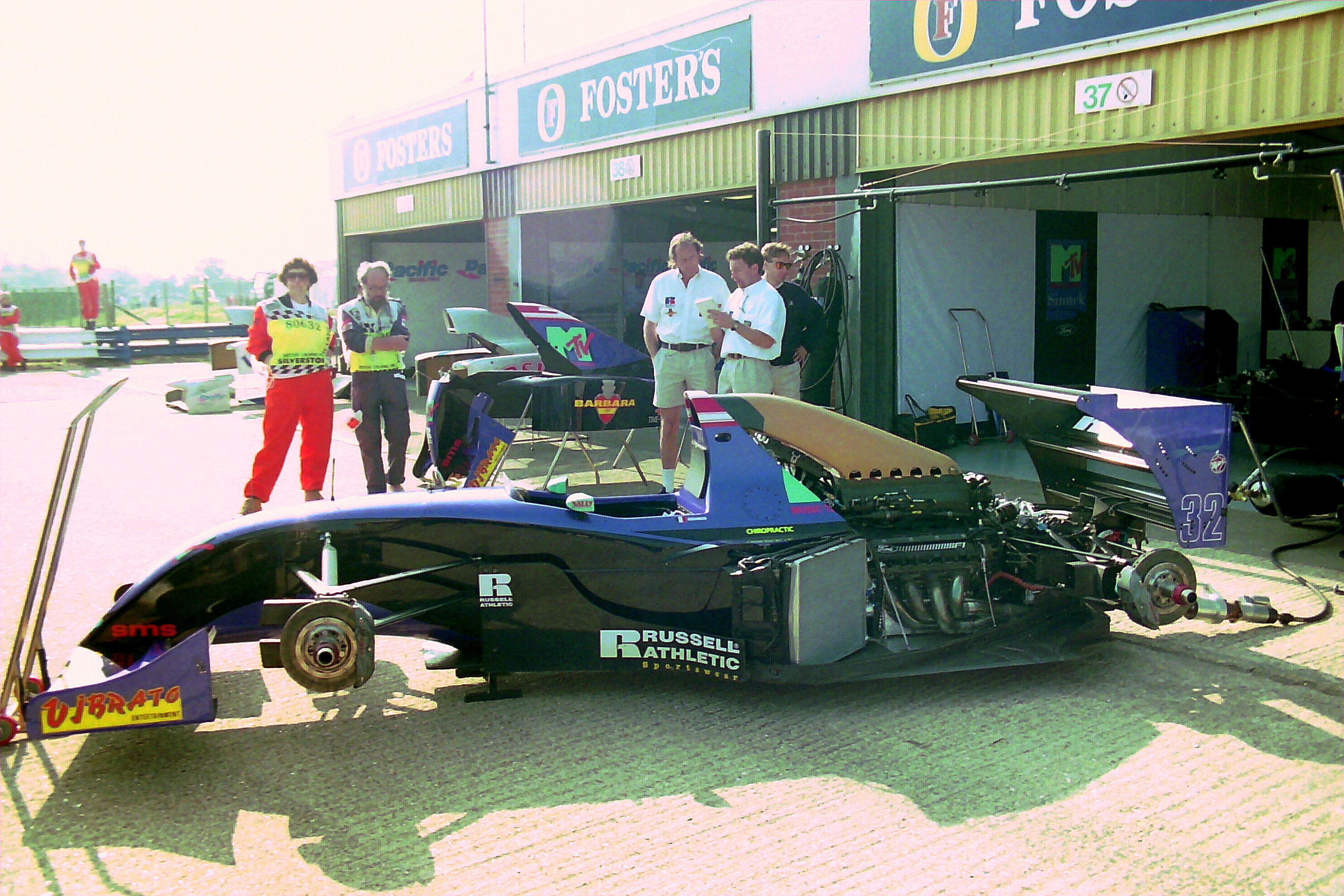
Simtek S941 con motore Cosworth HB

## Storia e contesto
L'HB, che è andato a sostituire i precedenti DFV/DFZ/DFR, è stato progettato da Geoff Goddard. Con una cilindrata di 3498 cc (96 mm x 60,4 mm), è stato introdotto per la prima volta dal team Benetton a metà nel 1989 e ha debuttato al Gran Premio di Francia, ottenendo quell'anno anche la prima vittoria il Gran Premio del Giappone (Benetton utilizzò sia l'HBA1 originale che l'HBA4 sviluppoato in seguito durante la stagione 1989). Benetton ha mantenuto l'esclusività di questo motore per le stagioni 1989 e 1990. Nel 1991 ha il motore è stato venduto anche ad altri team cliente, ma con due specifiche di ritardo rispetto a quello dela Benetton. Nel 1991 la fornitura si è allargata alla squadra Jordan Grand Prix e nel 1992 alla Lotus. Il 1993 ha trovato applicazione anche sulle McLaren, che aveva perso la fornitura dei motori Honda V12 nel 1992. Utilizzando le versioni HBA7 (e successivamente HBA8), in quell'anno la McLaren ha vinto cinque Gran Premi con Ayrton Senna.

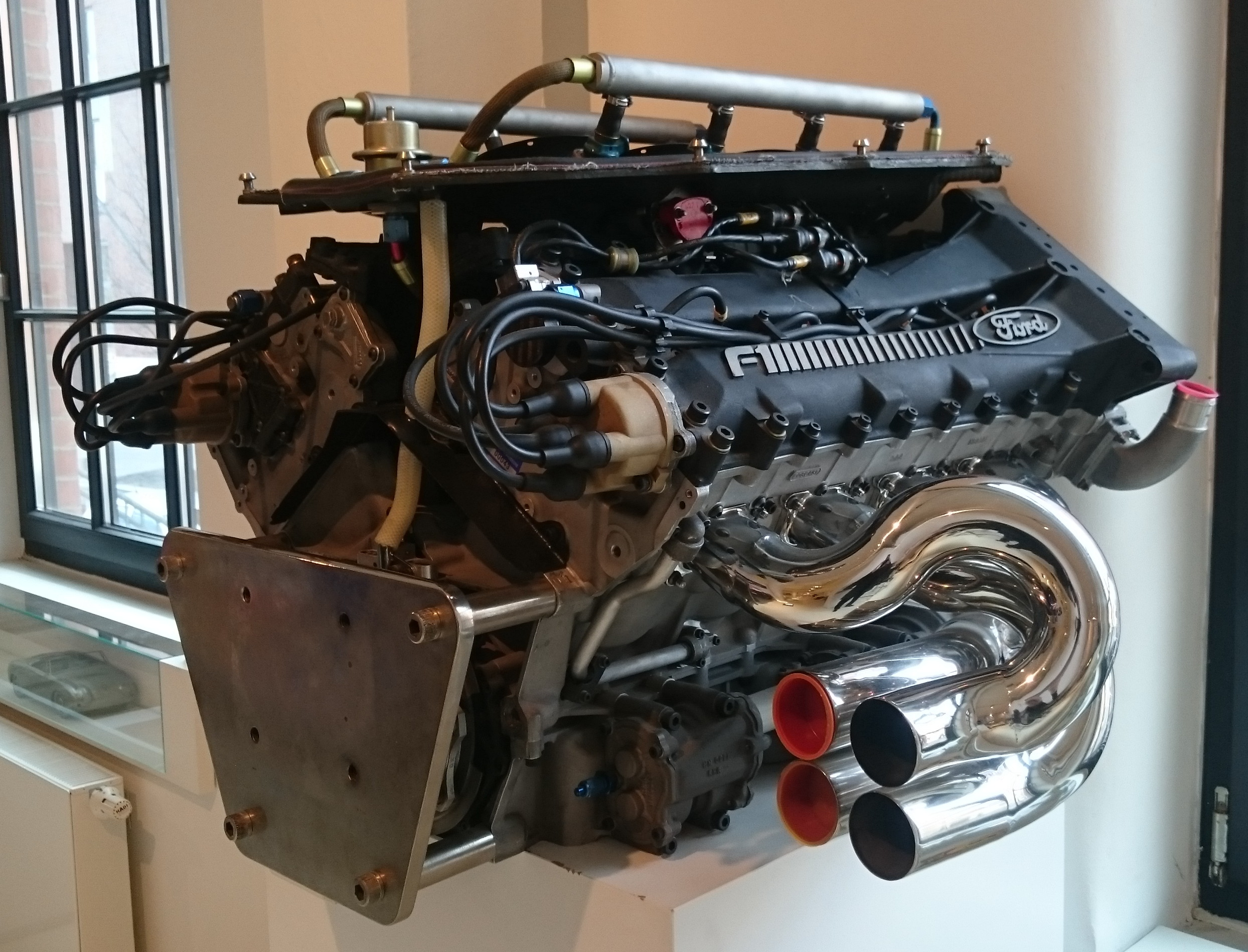

## Tecnica
La prima versione è stata denominata HBA1 ed introdotta nel 1989. L'angolo caratteristici tra le bancate è di 75°, più stretto rispetto ai 90° utilizzati sui DFV, ed erogava originariamente circa 630 CV. Nel 1993 il motore HBA8 utilizzato dalla Benetton produceva circa 700 CV a 13.000 giri/min. Sebbene l'HB V8 era meno potente dei contemporanei V10 e dei V12 prodotti da Renault, Honda e Ferrari, il suo vantaggio consisteva nell'essere più leggero e nell'aver un minore consumo di carburante. Nel 1991 una versione modificata ed elaborata dalla Tom Walkinshaw Racing, fu impiegata dalla Jaguar, questo propulsore erogava una potenza di 650 CV a 11 500 giri/min ed è stato montato sulla Jaguar XJR-14.